# أميريكان داد!
أميريكان داد! (بالإنجليزية: American Dad!) ويترجم حرفياً إلى أب أمريكي! هو مسلسل رسوم متحركة كوميدي أمريكي موجه للبالغين، ألفه مايك باركر، مات وايتزمان، وسيث ماكفارلن لشبكة فوكس التلفزيونية. بدأ بعرض السلسلة في فبراير 2005.
تتمحور قصة السلسلة حول عائلة سميث الغريبة الأطوار، التي تتألف من أب يعمل في سي آي إيه، وأم، وولدين، بالإضافة إلى سمكة ذهبية تدعى كلاوس، ومخلوق فضائي يدعى روجر.
حصل أميريكان داد! على العديد من الجوائز، وقد تم عرض 10 أجزاء منه بمجموع 160 حلقة.

## اقرأ أيضا
- فاميلي غاي

## روابط خارجية
- أميريكان داد! على موقع IMDb (الإنجليزية)
- أميريكان داد! على موقع ميتاكريتيك (الإنجليزية)
- أميريكان داد! على موقع الموسوعة البريطانية (الإنجليزية)
- أميريكان داد! على موقع روتن توميتوز (الإنجليزية)
- أميريكان داد! على موقع نتفليكس (الإنجليزية)
- أميريكان داد! على موقع ميوزك برينز (الإنجليزية)
- أميريكان داد! على موقع فيلمافينيتي (الإسبانية)
- أميريكان داد! على موقع كينوبويسك (الروسية)
- أميريكان داد! على موقع ألو سيني (الفرنسية)
- أميريكان داد! على موقع قاعدة بيانات الفيلم (الإنجليزية)